# باغجي مركزي (الريف الشرقي)
باغجي مركزي (بالفارسية: پاگچی مرکزی) هي منطقة سكنية تقع في إيران في قسم الريف الشرقي الريفي. يقدر عدد سكانها بـ 1,067 نسمة .